# Cosmos (plante)
Pour les articles homonymes, voir Cosmos.
Genre

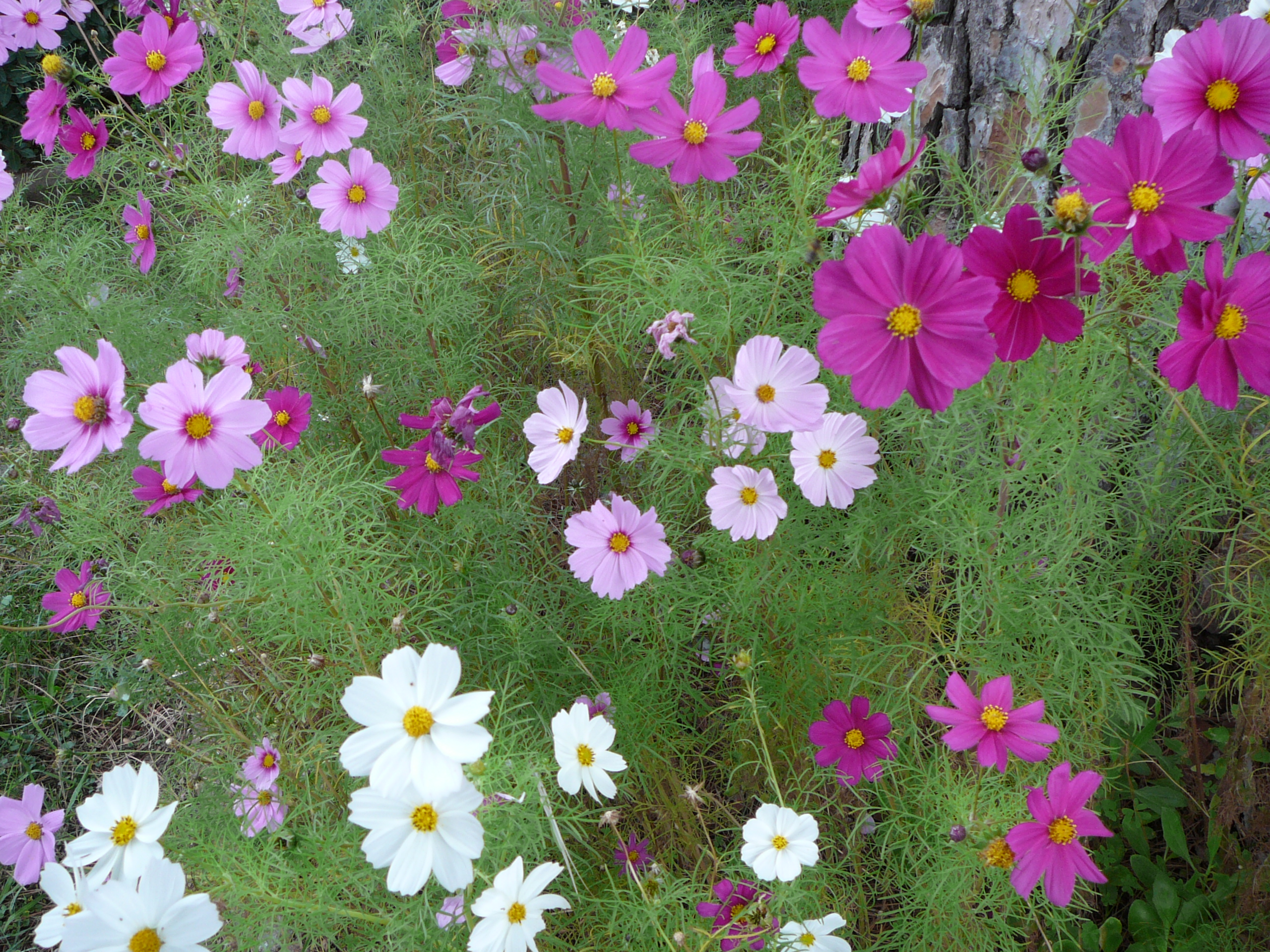
Plate-bande de cosmos variés.

Les cosmos (du grec kosmos, « ornement ou bon ordre ») sont des plantes annuelles du genre Cosmos, originaires du Mexique. 

## Description
Leur hauteur varie entre 35 cm et 120 cm, selon les variétés. La floraison s'étale du début de l'été jusqu'aux gelées de l'automne. Leurs fruits sont des akènes

## Utilisation
Assez résistantes aux gelées, certaines espèces sont utilisées comme plantes ornementales. 
On peut les planter en massifs, bordures, dans des bacs ou dans des rocailles.

## Liste des espèces
Selon GBIF (4 septembre 2024) :
- Cosmea tenuifolia (Lindl.) F.Loud, 1840
- Cosmos atrosanguineus (Hook.) Voss
- Cosmos atrosanguineus (Ortgies) Hemsl.
- Cosmos atrosanguineus Stapf
- Cosmos bipinnatus Cav.
- Cosmos carvifolius Benth.
- Cosmos caudatus Kunth
- Cosmos concolor Sherff
- Cosmos crithmifolius Kunth
- Cosmos dahlioides
- Cosmos deficiens (Sherff) Melchert
- Cosmos dissecta S.Watson
- Cosmos diversifolius Otto
- Cosmos hybridus Hort., 1888
- Cosmos intercedens Sherff
- Cosmos jaliscensis Sherff
- Cosmos juxtlahuacensis Panero & Villaseñor
- Cosmos landii Sherff
- Cosmos linearifolius (Sch.Bip.) Hemsl.
- Cosmos longipetiolatus Melchert
- Cosmos mattfeldii Sherff
- Cosmos mcvaughii Sherff
- Cosmos microcephalus Sherff
- Cosmos modestus Sherff
- Cosmos montanus Sherff
- Cosmos nelsonii B.L.Rob. & Fernald
- Cosmos nitidus Paray
- Cosmos ochroleuciflorus Melchert, 1967
- Cosmos ochroleucoflorus Melchert
- Cosmos pacificus Melchert
- Cosmos palmeri B.L.Rob.
- Cosmos parviflorus (Jacq.) Pers.
- Cosmos peucedanifolius Wedd.
- Cosmos peucedanthifolius Wedd.
- Cosmos pringlei B.L.Rob. & Fernald
- Cosmos pseudoperfoliatus Art.Castro, M.Harker & Aarón Rodr.
- Cosmos purpurens Sherff
- Cosmos purpureus (DC.) Benth. & Hook.fil. ex Hemsl.
- Cosmos ramirezianus Art.Castro, M.Harker & Aarón Rodr.
- Cosmos roseus Mart. ex Steud.
- Cosmos scabiosoides Kunth
- Cosmos schaffneri Sherff
- Cosmos scherfii Melchert
- Cosmos seemannii A.Gray
- Cosmos sessilis Sherff
- Cosmos sherffii Melchert
- Cosmos spectabilis Hort.
- Cosmos steenisiae Veldkamp
- Cosmos sulphureus Cav.

### Multiplication
- Les semis en intérieur se font généralement du 15 mars au 10 avril. La germination prendra environ 5 à 7 jours à une température de 24 °C. Enterrez légèrement les graines, la lumière ou l’obscurité n'ont aucune influence sur la germination[réf. nécessaire].r Repiquez les plants 3 semaines plus tard.
- Les semis peuvent se faire directement en pleine terre à la mi-mai.
- On peut alors transplanter à l'extérieur vers le 15 ou 20 mai.
- Il est préférable d'espacer les plants de 45 cm, et d'arroser abondamment après la transplantation.

### Prédateur
- Le chardonneret, un oiseau, consomme la fleur séchant[réf. nécessaire]. Il s'accroche aux tiges qu'il fait plier et décortique la fleur séchant avec son bec pointu et puissant pour picorer les akènes.

Cosmos a pour synonymes :
- Cosmea Willd.
- Cosmus Cav
- Cosmus Pers.